# 崇义乡
崇义乡，是中华人民共和国贵州省黔东南苗族侗族自治州榕江县下辖的一个乡镇级行政单位。

## 行政区划
崇义乡下辖以下地区：
崇义堡村、普安村、敦仁村、富友村、下咸村、纯厚村、九歪村、归里村、宰寡村、大塘村和上咸村。